# هال ماكين
هال ماكين (بالإنجليزية: Hal McKain)‏ هو لاعب كرة قاعدة أمريكي، ولد في 10 يوليو 1906 في لوغان في الولايات المتحدة، وتوفي في 24 يناير 1970 في ساكرامنتو في الولايات المتحدة.

## وصلات خارجية
- هال ماكين على موقعبيزبول رفرنس.كوم (الدوري الرئيسي) (الإنجليزية)